# خانه کاشفی
خانه کاشفی مربوط به دوره پهلوی است و در شهرستان اصفهان، خیابان احمدآباد، بن‌بست سلطان زاده واقع شده و این اثر در تاریخ ۱۱ مرداد ۱۳۸۴ با شمارهٔ ثبت ۱۲۳۱۴ به‌عنوان یکی از آثار ملی ایران به ثبت رسیده است.